# カナバングラフィックス
有限会社カナバングラフィックスは、富岡聡が指揮する、主にアニメーションやCG制作に携わっている日本の企業。

## 制作アニメーション
- ウサビッチ
- やんやんマチコ
- イナズマデリバリー
- BART&CHAPY

ほか

## 主な取引先
- 電通
- アサツー ディ・ケイ
- MTV Networks Japan
- テレビ朝日ミュージック
- エイベックス
- タイトー
- 松竹
- キングレコード
- 東北新社
- モンスターフィルムス
- 葵プロモーション
- グッドスマイルカンパニー
- クリプトン・フューチャー・メディア

ほか